# Myggedalen
Myggedalen är ett naturreservat i Askersunds kommun i Örebro län.
Området är naturskyddat sedan 2009 och är 75 hektar stort. Reservatet består av gammal barrskog och sumpskog kring skogstjärnen Stenåsakolken.